# HSC Skane Jet
HSC Skane Jet är en havsgående katamaran, som byggdes 1998 av Incat i Australien. Hon är en av världens snabbaste bilfraktande passagerfärjor, som 1998 under namnet Cat-Link V satte rekordet för östgående överfart för Atlantens blå band med en medelhastighet på 41,3 knop mellan New York och Scillyöarna.
Åren 1998–1999 seglade hon som Cat-Link V på rutten Århus–Kalundborg i Danmark först för Cat-Link, därefter för Scandlines. Åren 1999–2005 seglade hon som Mads Mols för Molslinjen. Hennes namn var 2005–2006 Incat 049 och hon trafikerade då för T&T Ferries i Trinidad and Tobago. År 2006 omdöptes hon till Master Cat och har därefter till 2020 trafikerat rutten mellan Kristiansand i Norge och Hanstholm, senare Hirtshals, i Danmark för Master Ferries. Detta bolag fusionerades med Fjord Line 2008 och färjan döptes då om till Fjord Cat.
Fartyget döptes om till Skane Jet i samband med omlokalisering 2020 till en ny rutt mellan Sassnitz i Tyskland, som från början utgick från Ystad och som sedan 2023 återupptog Kungslinjen genom att istället gå från Trelleborg för det tyska rederiet FRS, tidigare Förde Reederei Seetouristik.  Den följer därmed vägen E22.
Trafiken som pågick under några år hade vinteruppehåll och lades ner helt av rederiet i september 2024 på grund av kostnadsskäl. Samtidigt fick fartyget många anmärkningar av Transportstyrelsen som dock FRS Baltic ansåg vara åtgärdat till största delen. Mellan 2020 till 2024 hade hade totalt 500 000 passagerare rest med fartyget.

## Bildgalleri

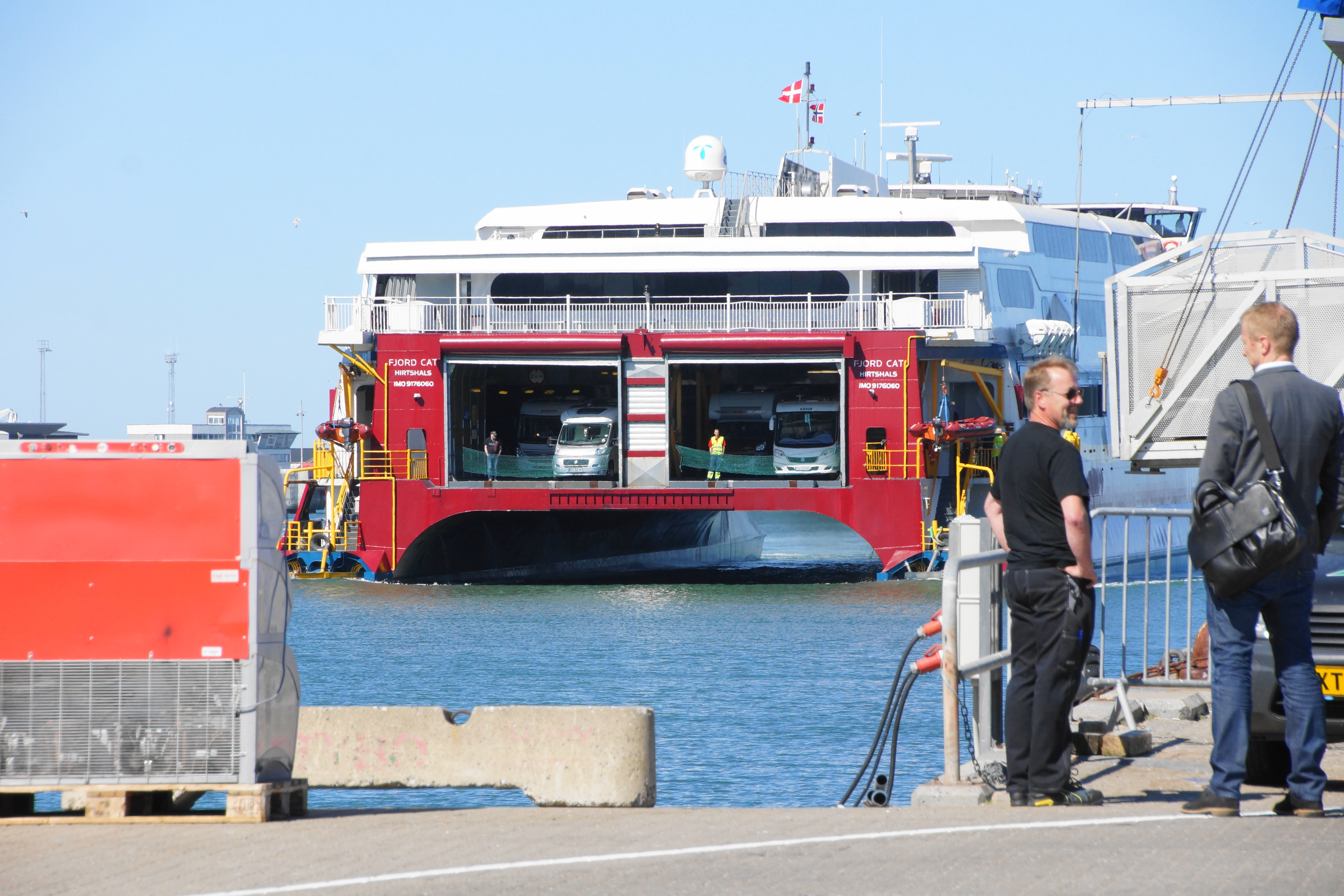
HSC Fjord Cat i Hirtshals i Danmark
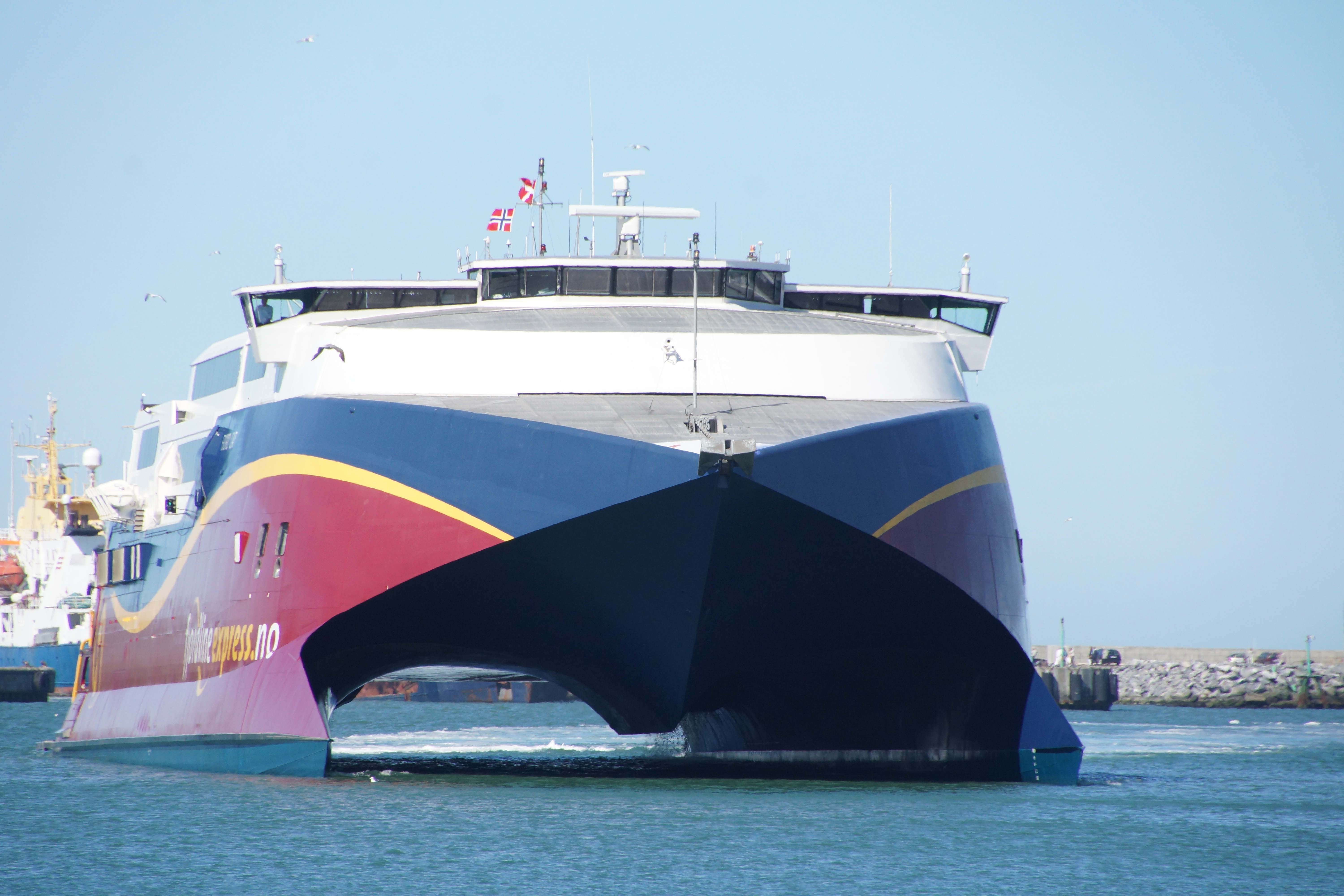
HSC Fjord Cat i Hirtshals
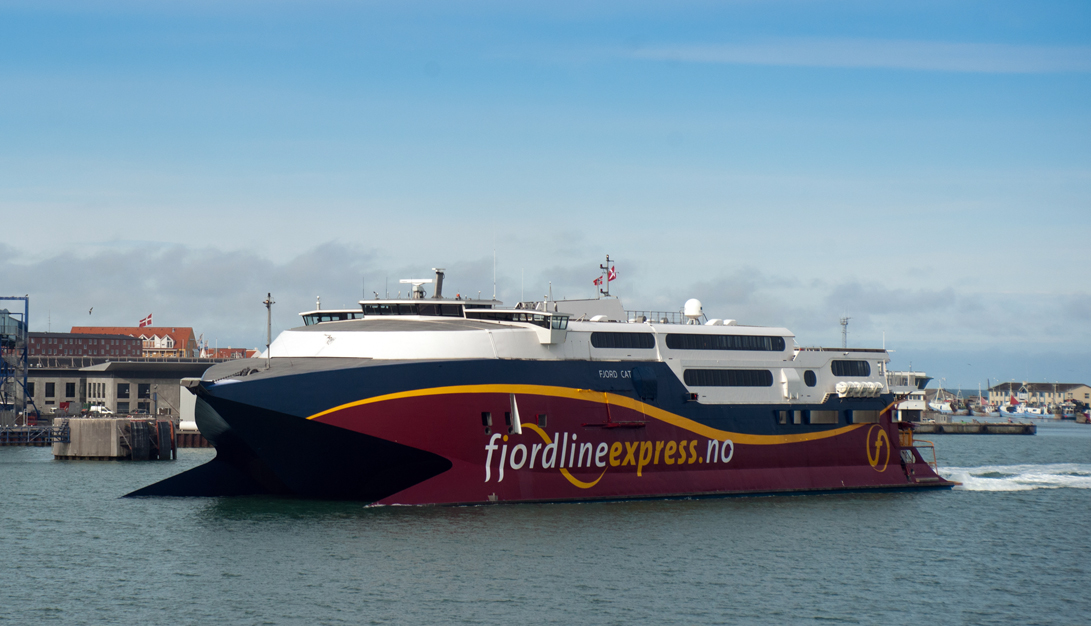
HSC Fjord Cat i Hirtshals
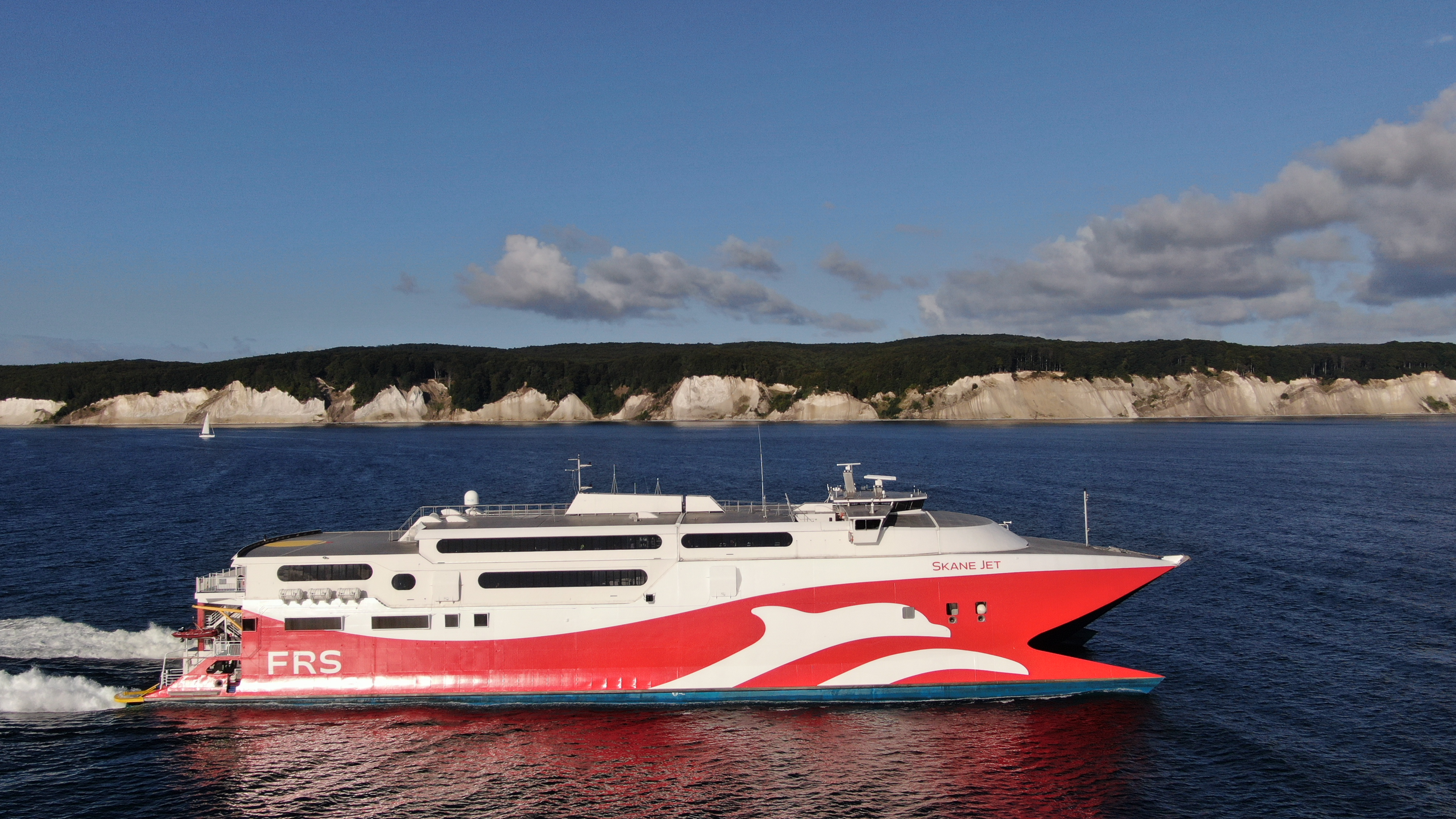
HSC Skane Jet vid Rügens kustlinje